# فرانسیسکو رودریگز (بوکسور)
فرانسیسکو رودریگز (اسپانیایی: Francisco Rodríguez‎؛ زادهٔ ۲۰ سپتامبر ۱۹۴۵) بوکسور اهل ونزوئلا بود.
از افتخارات وی میتوان به کسب مدال طلا در بازی‌های المپیک تابستانی ۱۹۶۸ اشاره کرد.